# ديفيد فاسكيز غونزاليس
ديفيد فاسكيز غونزاليس (بالإسبانية: David Vázquez González)‏ (12 أبريل 1985 في إسبانيا - ) هو لاعب كرة قدم إسباني في مركز الدفاع. لعب مع ديبورتيفو فابريل وديبورتيفو لاكورونيا وزولته فاريجيم ونادي كومبوستيلا.

## وصلات خارجية
- ديفيد فاسكيز غونزاليس على موقع قاعدة بيانات كرة القدم.إي يو (الإنجليزية)
- ديفيد فاسكيز غونزاليس على موقع Soccerway.com (الإنجليزية)